# Avaria - doč menta
Avaria - doč menta (Авария — дочь мента) è un film del 1989 diretto da Michail Tumanišvili.